# Little Cambridge
Little Cambridge is een plaats in het bestuurlijke gebied Uttlesford, in het Engelse graafschap Essex. Het maakt deel van de civil parish Great Easton. In de plaats is één monumentaal pand te vinden, 'Nicholls Farmhouse'.